# رمزگشایی آنی پارکر
رمزگشایی آنی پارکر (به انگلیسی: Decoding Annie Parker) فیلمی است محصول سال ۲۰۱۳ و به کارگردانی استیو برنستین است. در این فیلم بازیگرانی همچون سامانتا مورتون، هلن هانت، آرون پال، مگی گریس، رشیدا جونز، ریچارد شیف، برادلی وایتفورد، باب گانتون، آلیس ایو، کوری استول، بنجامین مک‌کنزی، مگینا توا و مارلی شلتن ایفای نقش کرده‌اند.

## خلاصه داستان
عشق، علم، رابطه جنسی، خیانت، بیماری و خل و چل بازی و وحشی‌گری، همهٔ اینها اکثراً حقیقت‌های غیرقابل جلوگیری «آنی پاکر» می‌باشد و تقریباً منجر به یک نوع سرطان می‌شود…